# High Altitude and Long Range Research Aircraft

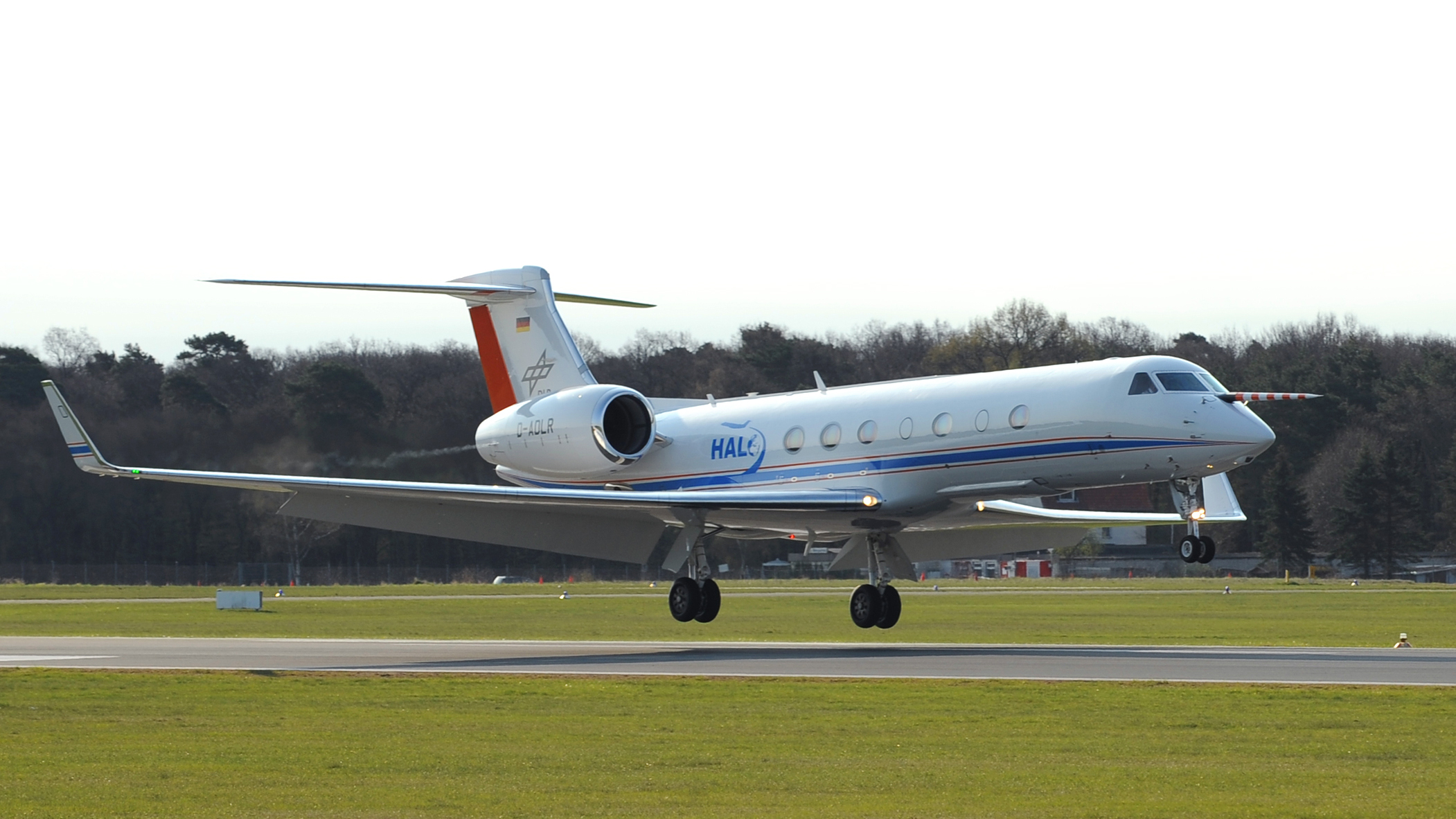
Forschungsflugzeug D-ADLR „HALO“ landend, noch ohne Unterrumpfbehälter („Belly Pod“).
Quelle: DLR

Das Forschungsflugzeug „High Altitude and Long Range Research Aircraft“ (Abk.: HALO) des Deutschen Zentrums für Luft- und Raumfahrt (DLR) dient zur wissenschaftlichen Untersuchung der Erdatmosphäre. Es handelt sich dabei um ein für große Höhen und lange Flugdistanzen umgebautes Geschäftsreiseflugzeug vom Typ Gulfstream G550. Ein wesentlicher Umbauschritt wurde am 3. Dezember 2007 fertiggestellt; HALO ist seit dem 24. Januar 2009 in Oberpfaffenhofen stationiert.

## Flugleistungen
Mit einer maximalen Reiseflughöhe von 15.545 Metern, einer Höchstgeschwindigkeit von Mach 0,885, einer Flugdauer von 10 Stunden, einer Nutzlast von drei Tonnen und einer Reichweite bis zu 12.501 Kilometern übertrifft HALO alle bisher existierenden Flugzeuge dieser Art.

## Einsatzziel

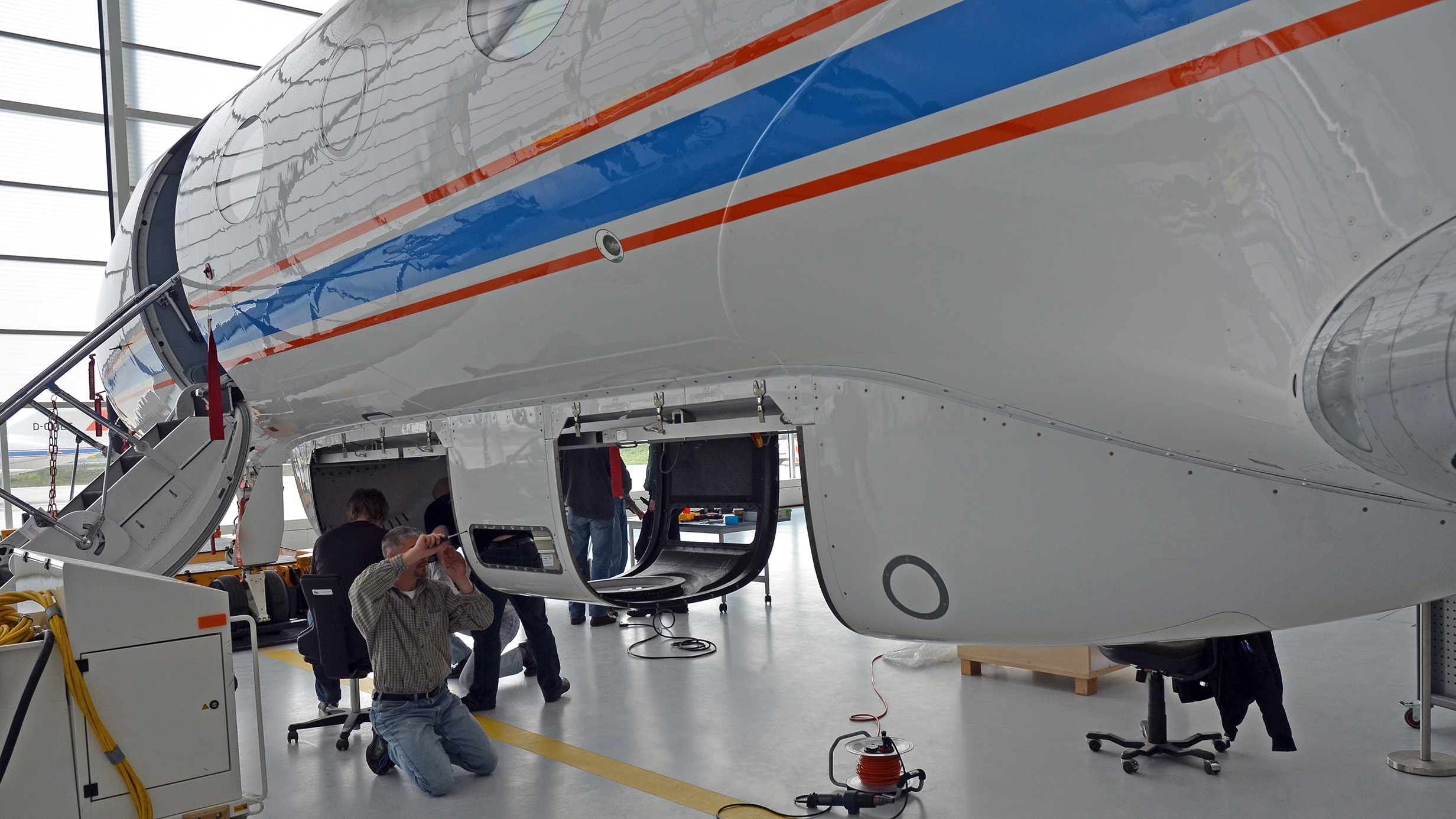
Montage von Messgeräten im Belly Pod.
Quelle: DLR

HALO soll vor allem in der Troposphäre und der unteren Stratosphäre Messungen durchführen und für Erdbeobachtungen eingesetzt werden. HALO soll einen wesentlichen Beitrag zum Verständnis der Ozonproblematik und dem Austausch von Luftschadstoffen leisten, indem es dafür bedeutsame Höhenschichten der Atmosphäre erreicht.
Am 20. August 2012 startete der Halo zum ersten Forschungsflug. Das Flugzeug ist am Flugplatz des DLR in Oberpfaffenhofen stationiert.

## Umbauten

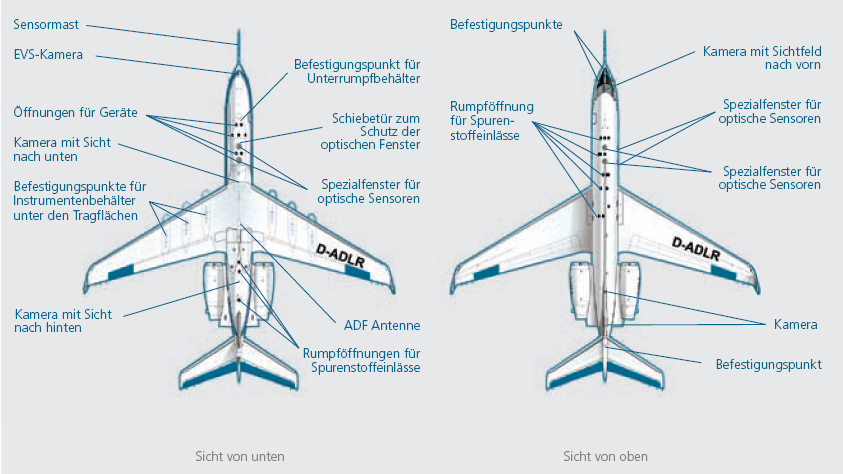
Modifikationen an Unterseite und Oberseite.
Quelle: DLR

Die Umbauten wurden seit 2006 bei der RUAG Aerospace Services in Oberpfaffenhofen, die endgültige Zulassung beim Hersteller Gulfstream durchgeführt. Dazu wurden mehr als 20 zusätzliche Öffnungen für optische und chemische Messsysteme in den Rumpf geschnitten. In der Kabine wurde Platz für bis zu 15 Gestelle für Messsysteme geschaffen. Neben drei Mann Besatzung finden je nach Kabineneinbau noch vier bis acht Operateure Platz. Unter dem Rumpf wurde ein „Belly Pod“ für Messinstrumente angebracht; die (demontierbaren) Messgeräte-Pods für Unter-Flügel-Montage wurden nur eingeschränkt umgesetzt.
Die Entwicklungskosten von 74 Millionen Euro werden mit 48 Millionen Euro zum größten Teil durch das Bundesministerium für Bildung und Forschung (BMBF) getragen, der Rest durch den Freistaat Bayern, die Helmholtz-Gemeinschaft, die Max-Planck-Gesellschaft, das Forschungszentrum Jülich (FZJ), das Karlsruher Institut für Technologie (KIT) und das DLR.

## Ähnliche Flugzeuge
- Strato 2C, Forschungsflugzeug zur Erforschung der Stratosphäre (Entwicklung 1995 eingestellt)